# Obwaldner Kulturpreis
Der Obwaldner Kulturpreis ist die höchste kulturelle Auszeichnung des Kantons Obwalden.

## Vergabemodus
Der Preis wird seit 1969 von dem Obwaldner Regierungsrat in der Regel alle drei bis vier Jahre vergeben, er wird nicht ausgelobt. Der Preis wird für besondere Verdienste um kulturelle Werte und um künstlerisches Schaffen verliehen. Der Preis soll insbesondere auch einem Werk verliehen werden, das auf das kulturelle Leben im Kanton Obwalden befruchtenden Einfluss hatte und hat. Das Preisgeld betrug von 1990 bis 2022 je 5'000 Franken, 2025 wurde es auf 10'000 Franken angehoben.

## Preisträger
Die bisherigen Preisträger sind (teilweise mit Zitat aus der Preisbegründung):
- 2025 Geri Dillier: für das «jahrzehntelange Wirken des Sarner Theater- und Hörspielregisseurs, Dramaturgen, Literaturförderers und Kulturvermittlers.»[1]
- 2022 Elisabeth Zurgilgen: «für das literarische Werk der Sarner Autorin, das von einer unbändigen und kontinuierlichen Liebe zum Erzählen geprägt ist.»[2][3]
- 2019 Fotohaus Reinhard: «für das generationenübergreifende Gesamtwerk der drei Fotografen Joseph, Sepp und Daniel Reinhard, das als Langzeitdokumentation von ästhetisch hoher Qualität weit über den Kanton ausstrahlt»[4][5]
- 2015 Josef Gnos (* 1945): «für sein reiches und nachhaltiges musikalisches und kulturelles Schaffen im Kanton Obwalden und weit darüber hinaus»[6]
- 2013 Romano Cuonz: «für sein reiches und hochstehendes literarisches Schaffen und seine vielfältigen publizistischen Beiträge zur Obwaldner Kultur»[7][8]
- 2010 Alois Spichtig: «für seinen künstlerischen und räumlichen Arbeiten sowie seiner Tätigkeit im und für das Museum Bruder Klaus»[9][10]
- 2007 Ruedi Rymann: «für sein musikalisches Schaffen und seine Verdienste um Brauchtum und Volkskultur Obwaldens»[11]
- 2006 Karl Imfeld: «für sein literarisches und volkskundliches Schaffen»[12]
- 2003 Adrian Hossli
- 1999 Eugen Bollin (* 1939), Pater im Benediktinerkloster Engelberg[13][14]
- 1996 Franz Bucher
- 1990 Bepp Haas, Landschaftsbilder und Glasmalereien
- 1990 Julian Dillier
- 1983 Zita Wirz (1917–1990), Autorin, historische Publikationen
- 1977 Meinrad Burch-Korrodi
- 1973 August Wirz (1915–1984): Komponist, Leiter der Musikgesellschaften von Sarnen, Obwaldner Staatsarchivar, historische und volkskundliche Publikationen[15][16]
- 1971 Xaver Ruckstuhl, (1911 Niederbüron, † 1979 Engelberg), Bruder im Benediktinerkloster Engelberg, Skulpturen und Kirchenraumgestaltungen[14]
- 1969 Caspar Diethelm